# Neoerastria retis
Neoerastria retis är en fjärilsart som beskrevs av Augustus Radcliffe Grote 1879. Neoerastria retis ingår i släktet Neoerastria och familjen nattflyn. Inga underarter finns listade i Catalogue of Life.